# زيلينودولسك
زيلينودولسك (بالروسية: Зеленодольск) هي إحدى مدن روسيا في الكيان الفدرالي الروسي تتارستان.

## توأمة
لزيلينودولسك اتفاقيات توأمة مع كل من:
- كرنشتات
- دزيرجينسك (27 يونيو 2011 - )[5]

## معرض صور

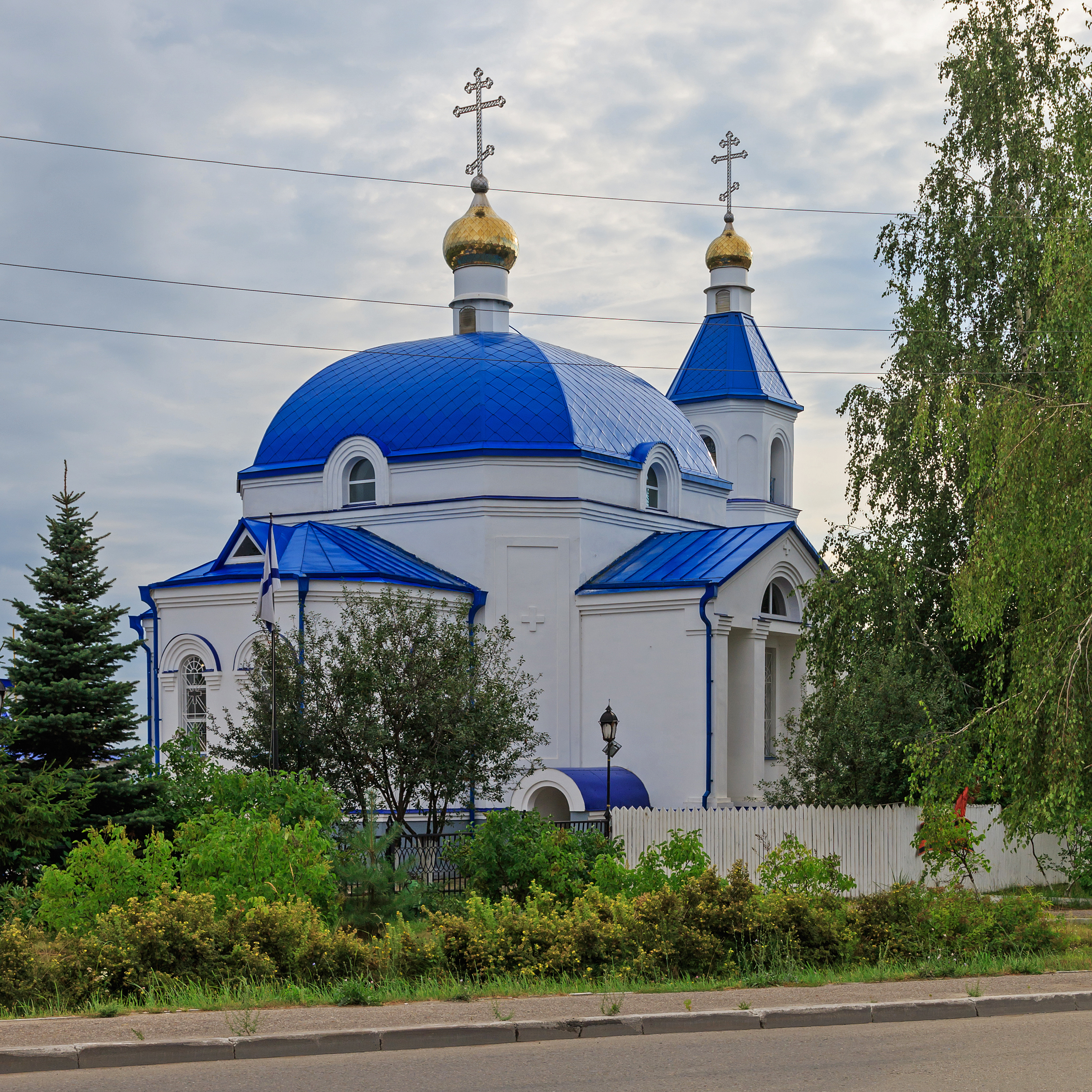
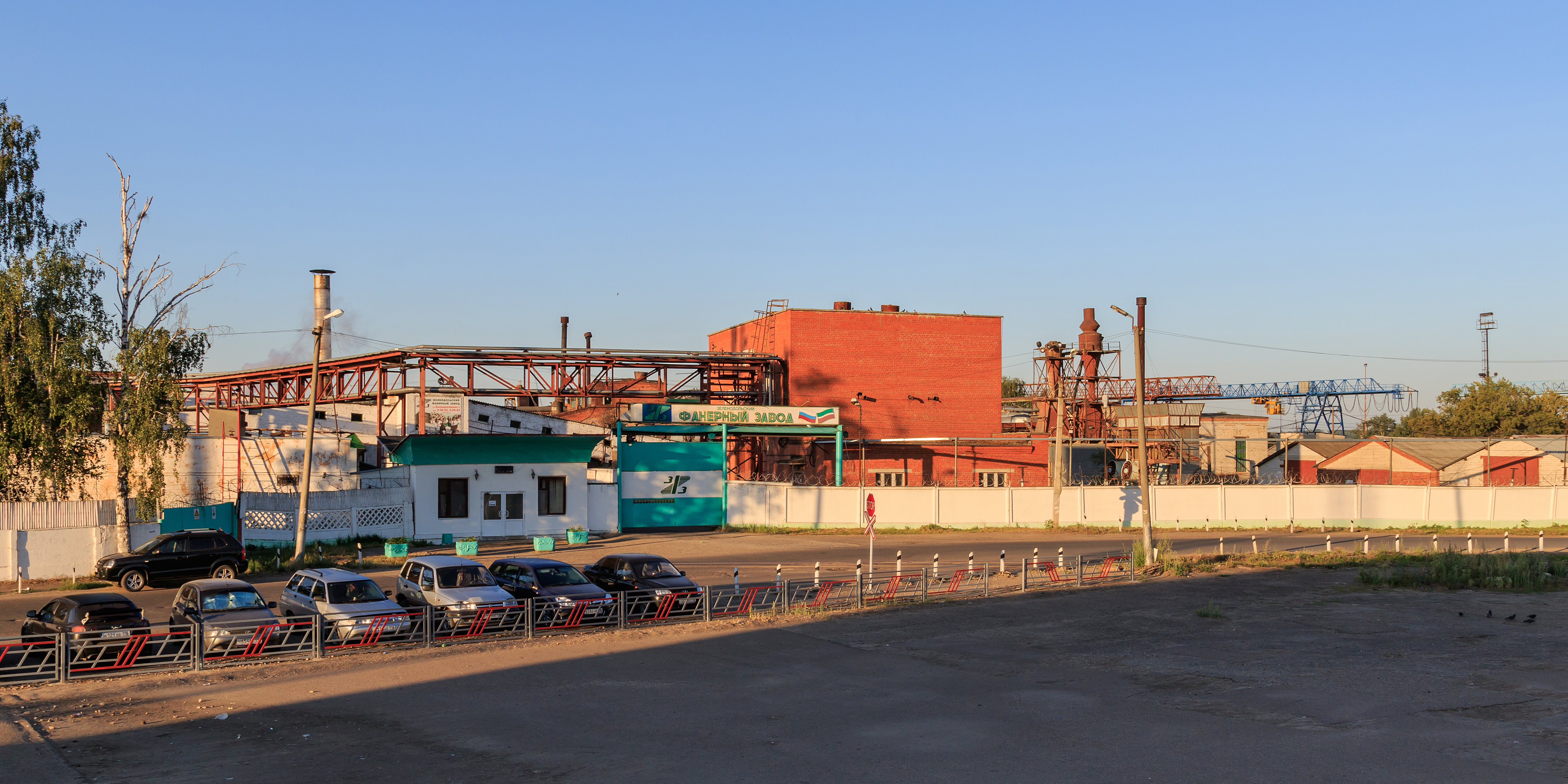
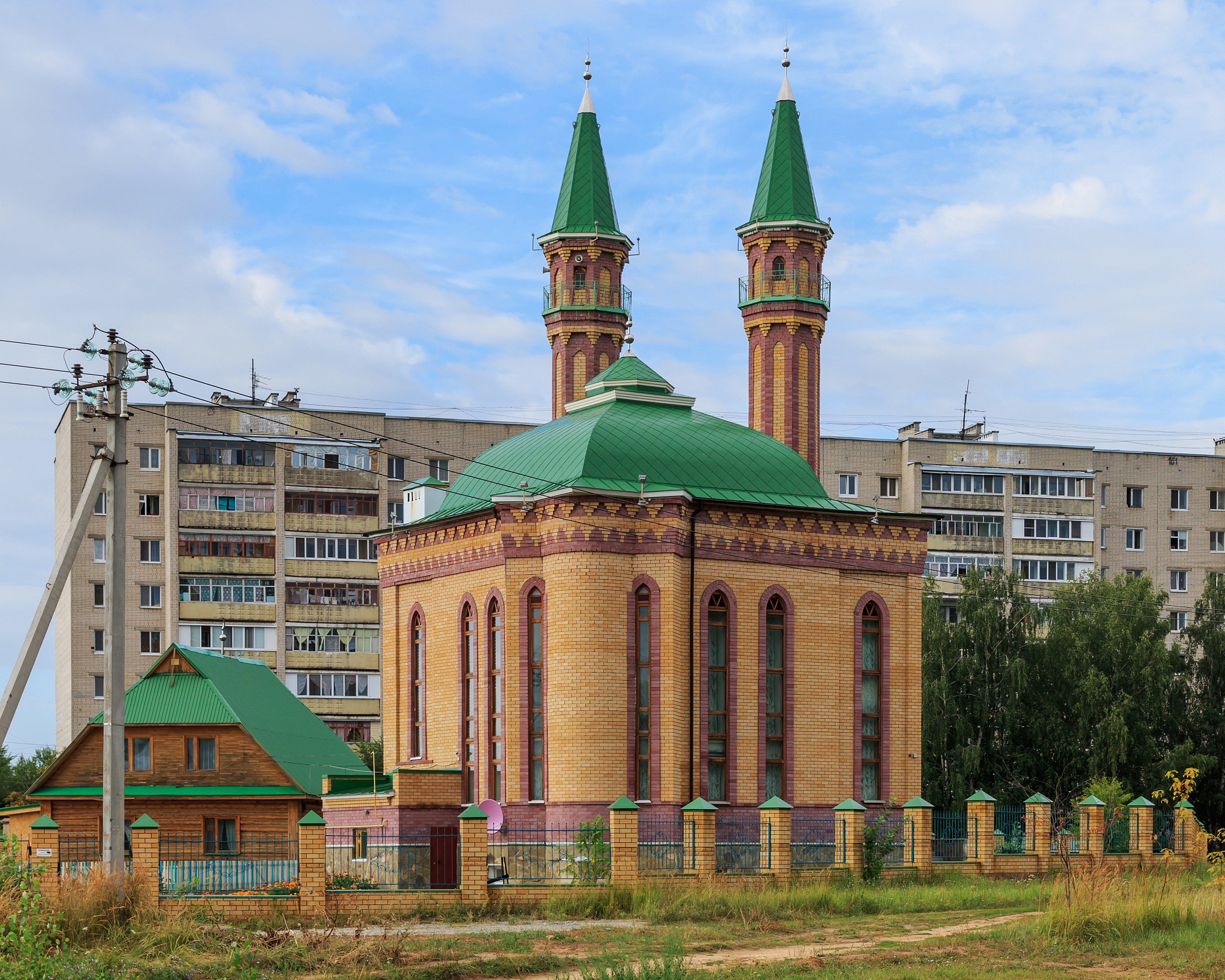
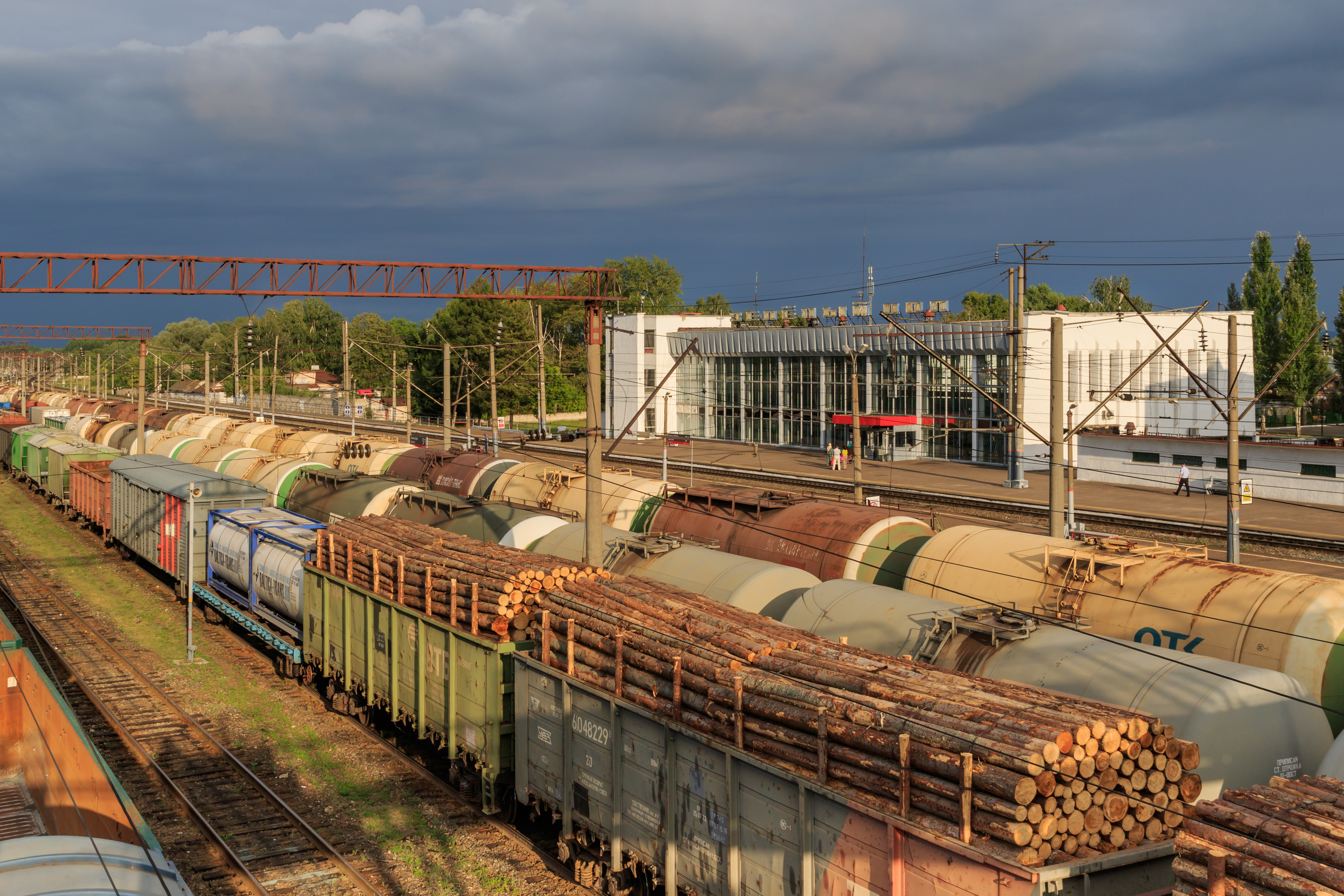
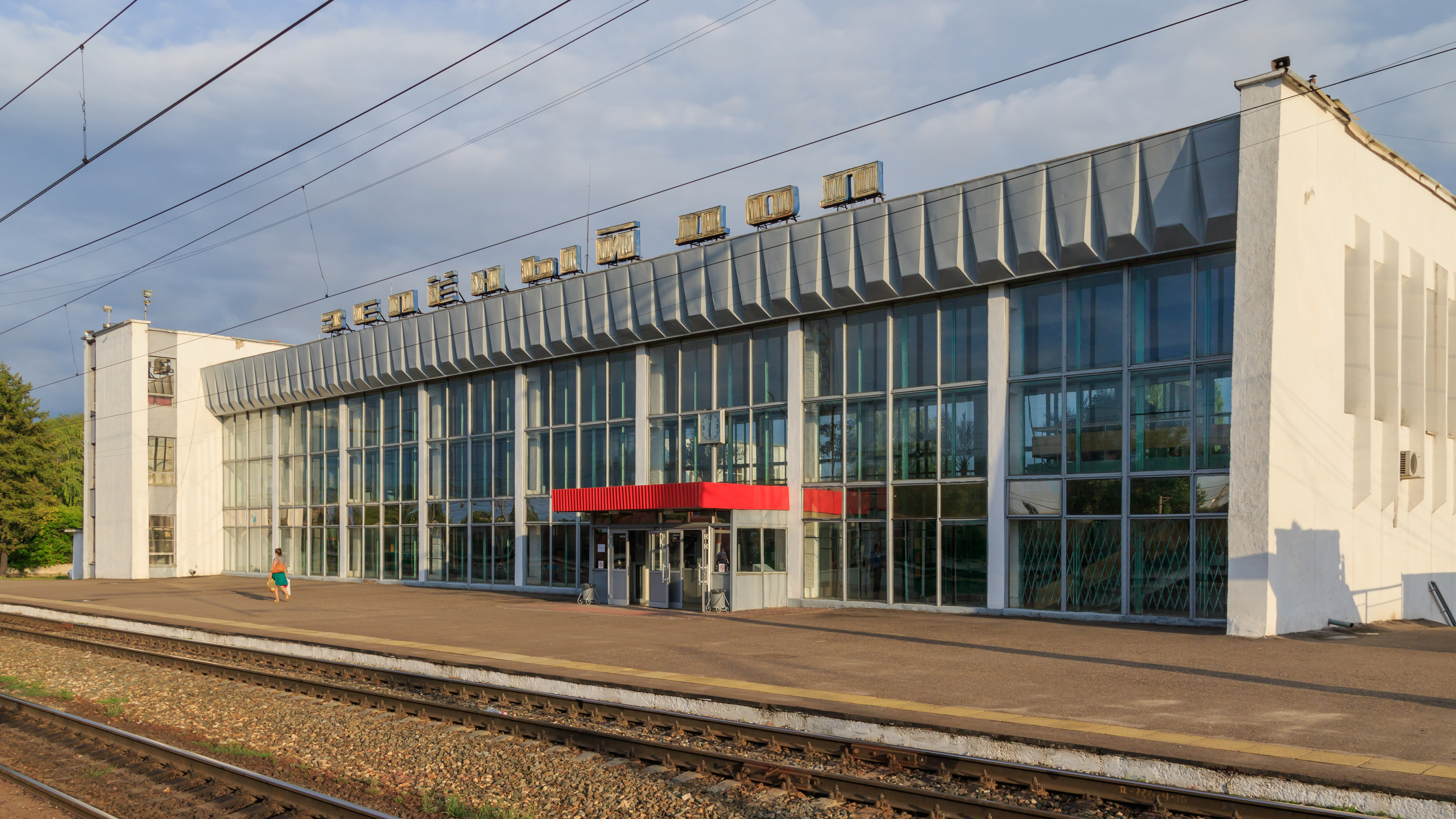

## أعلام
- دينا غاريبوفا